# Хејверхил (Флорида)
Хејверхил (енгл. Haverhill) град је у америчкој савезној држави Флорида. По попису становништва из 2010. у њему је живело 1.873 становника.

## Демографија
Према попису становништва из 2010. у граду је живело 1.873 становника, што је 419 (28,8%) становника више него 2000. године.
| Група             | 2000.       | 2010.       |
| Белци             | 943 (64,9%) | 851 (45,4%) |
| Афроамериканци    | 180 (12,4%) | 441 (23,5%) |
| Азијати           | 18 (1,2%)   | 33 (1,8%)   |
| Хиспаноамериканци | 301 (20,7%) | 547 (29,2%) |
| Укупно            | 1.454       | 1.873       |